# Ann Savage
Ann Savage (nascida Bernice Maxine Lyon, Colùmbia, 19 de fevereiro de 1921 – Hollywood, 25 de dezembro de 2008) foi uma atriz estadunidense. Ela é mais lembrada por seu papel no aclamado filme noir Curva do Destino (1945). Ela atuou em mais de 30 filmes nas décadas de 1940 e 1950.